# Boscos tropicals de fulla perenne de l'altiplà de Yunnan
Els boscos o forests de fulla perenne subtropicals de l'altiplà de Yunnan són una ecoregió en perill d'extinció al sud-oest de la Xina. Aquests boscos van cobrir una vegada les parts occidentals de l'altiplà de Yungui (o Yunnan-Guizhou), però es van reduir significativament i van ser substituïts per usos agrícoles. Les forests de fulla perenne de Yunnan i els veïns Forests de fulla ampla i mixtes de la Meseta de Guizhou són les dues úniques ecoregions del regne paleàrtic classificades com a part del bioma de boscos de fulla ampla tropical i subtropical.

## Descripció
El territori que abans estava cobert pels boscos de fulla perenne subtropical de l'altiplà de Yunnan inclou la major part de l'altiplà occidental de Yungui, que forma la meitat oriental de Yunnan, així com algunes parts del sud de Sichuan, l'oest de Guizhou i el nord-oest de Guangxi. Aquesta regió experimenta un clima suau, ja que l'alta altitud i la baixa latitud anul·len molts dels efectes extrems de qualsevol característica climàtica. L'altiplà de Yungui és relativament més pla aquí i el desenvolupament agrícola humà ha reduït molt l'amplitud dels boscos perennes de l'altiplà de Yunnan. En algunes zones de l'ecoregió, la producció d'arròs ha assolit altituds de gairebé 3.000 m, la més alta de qualsevol part del món.

Mapa de la superfície de l'ecoregió

Avui, les restes forestals estan aïllades al llarg de les serres de muntanya, els turons càrstics i les valls més escarpades on no predomina l'agricultura. Entre els boscos perennes de fulla perenne destacables, destaquen els àmbits escènics de Qinglongxia, les muntanyes Cang, el mont Jizu, la reserva forestal dels Turons Occidentals i la reserva natural de la muntanya Ailao. En altres llocs de l'ecoregió, els boscos de fulla perenne han estat substituïts per faixes del dominant pi de Yunnan. No és clar fins a quin punt coexistien els pins de Yunnan als boscos de fulla perenne subtropicals de l'altiplà de Yunnan abans del desenvolupament agrícola a la regió.
Les espècies animals que es poden trobar als boscos de fulla perenne subtropical de l'altiplà de Yunnan inclouen gibons negres, rates del bambú i ossos negres asiàtics. Una espècie extirpada notable és el tigre.